# Maria Matray
Maria Matray (née Maria Charlotte Stern - 14 juillet 1907 - 30 octobre 1993) est une scénariste et actrice allemande, star de cinéma de la fin de l'ère Weimar. 

## Biographie
Maria Matray naît à Niederschönhausen. Elle est la fille de Georg Stern, ingénieur puis directeur d'AEG, et de son épouse Lisbeth (née Schmidt), sœur cadette de l'artiste Käthe Kollwitz. Les sœurs aînées de Maria Matray sont l'actrice Johanna Hofer et la danseuse Katta Sterna.
Après la prise du pouvoir par les nazis en 1933, Maira Matray, qui était juive, s'exile, d'abord en France, puis en Grande-Bretagne et aux États-Unis. Elle y lance une nouvelle carrière de chorégraphe et d'écrivain. Après la Seconde Guerre mondiale, elle retourne en Allemagne, où elle meurt en 1993.

## Filmographie (partielle)

### Actrice
- Les Maîtres-chanteurs de Nuremberg (1927)
- Linden Lady on the Rhine (en) (1927)
- Inherited Passions (en) (1927)
- Les Chevaliers de la montagne (1930)
- Ich glaub nie mehr an eine Frau (de) (1930)
- Zapfenstreich am Rhein (1930)
- Elisabeth von Österreich (de) (1931)
- Der Weg nach Rio (de)
- Der Hexer (de)
- Der Geheimagent (de)
- Distorting at the Resort (en)
- A Man with Heart (en)

### Scénariste
- Meurtre au music-hall (1946)
- Mein Vater, der Schauspieler (1956)
- The Night of the Storm (en) (1957)
- The Night Before the Premiere (en) (1959)
- The Happy Years of the Thorwalds (en) (1962)
- Das Kriminalmuseum (série télévisée - 1963/1970)
- Maximilian von Mexiko (en) (1970)
- Sonderdezernat K1 (en) (série télévisée)
- Sonne, Wein und harte Nüsse (de) (série télévisée - 1979/1981)